# 튜턴 기사단
예루살렘의 성모 마리아의 독일 형제회 (라틴어: Ordo domus Sanctae Mariae Theutonicorum Hierosolymitanorum; 독일어: Orden der Brüder vom Deutschen Haus der Heiligen Maria in Jerusalem; 폴란드어: Zakon Szpitala Najświętszej Marii Panny Domu Niemieckiego w Jerozolimie), 일반적으로 알려진 튜턴 기사단(독일어: Deutscher Orden, Deutschherrenorden 또는 Deutschritterorden)은 1190년경 예루살렘 왕국의 아크레에서 설립된 가톨릭의 기사수도회이다.
기사단의 기원은 제3차 십자군을 지원하기 위해 성지 예루살렘 근처의 아크레에 1190년 경 세워진 야전 병원이며, 1198년에 기사수도회로 격상되었다. 1211년에 지벤뷔르겐(트란실바니아) 같은 동유럽지역에서 활동하다가 1225년 이후 프로이센으로 이동하여 활동하였다. 그 곳에서 이들은 헝가리 왕 엔드레 2세를 도와서 침입한 이교도인 쿠만족과 싸웠다. 1225년 엔드레 왕에게 쫓겨났다가 마조비아의 콘라트로부터 프로이센에 있는 사람들을 기독교로 개종시켜달라는 요청을 받은 기사단원들은 비수아 강 북쪽으로 이동해 토른(토루인)에 거점을 마련했다. 1233년 그 지역 담당 단장인 헤르만 발크는 주로 중부 독일에서 자원해온 평신도들로 구성된 군대를 이끌고 프로이센 공격을 개시했다. 그 후에 50년에 걸쳐 비수아 강 하류에서 네만 강 하류에 이르는 지역에서 대부분의 프로이센인들을 라트비아 동부로 몰아냈다. 이후 프로이센 지역에서 프로이센 공국이 건국되었다.

## 역사

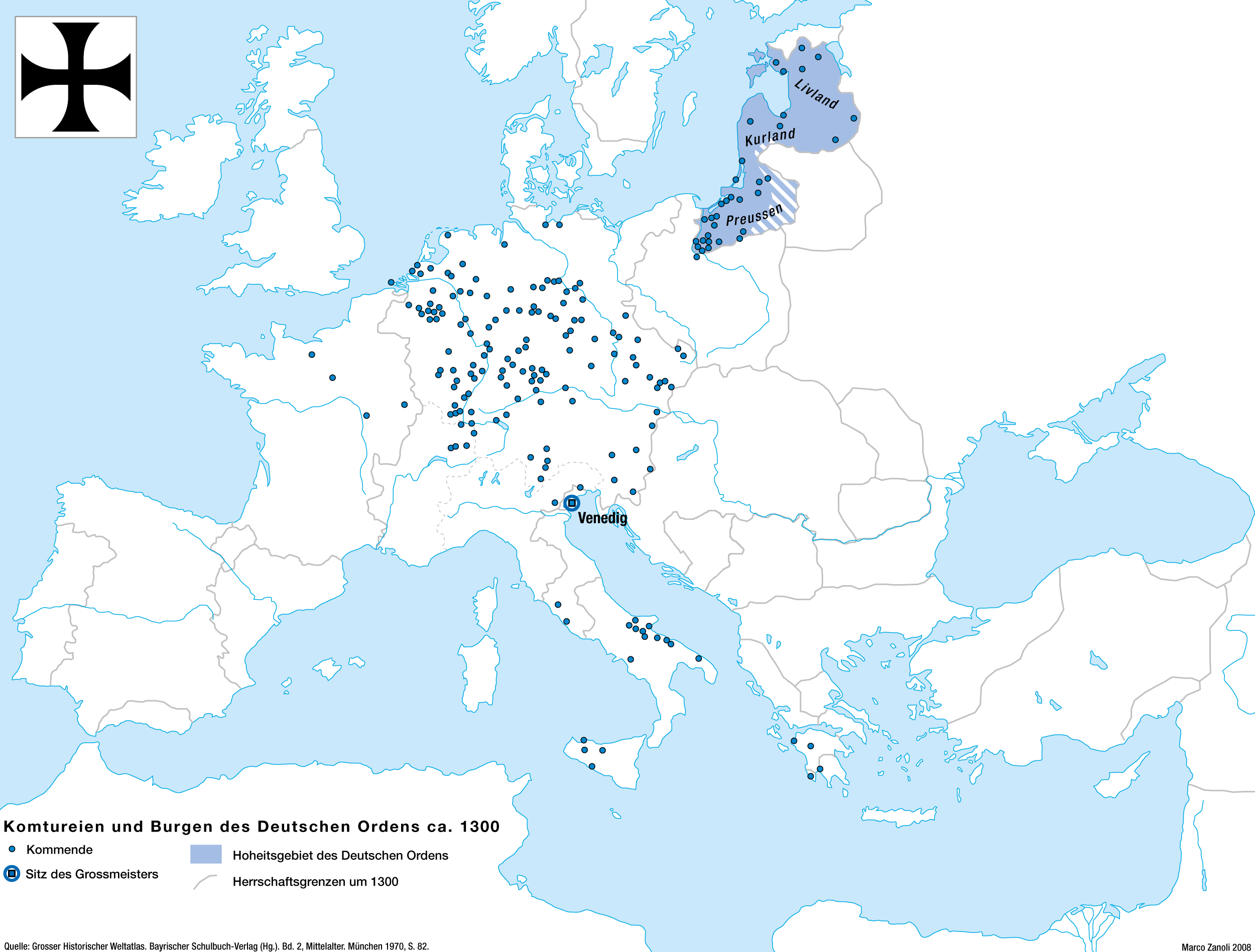
1300년경의 유럽 각지 독일 기사단 지부 소재지.

12세기 말 팔레스타인의 아크레에서 처음 결성되었다. 이후 (성전기사단, 성 요한 기사단 등)과 함께 십자군 국가에서 중요한 역할을 담당하였고 십자군의 중요한 항구 거점인 아크레를 방위했다. 기독교 세력이 중동에서 축출당했을 때 독일 기사단은 헤르만 폰 잘차의 지도하에 1211년 트란실바니아로 옮겨왔고 쿠만인에 대항해 헝가리 왕국을 방어하는 데 일조하였다. 그러나 1225년에 교황의 힘을 입어 헝가리 왕을 축출하려다 추방당했다.
이후 마조비아의 콘라드 1세로부터 프로이센 지역을 정복해 달라는 요청을 받고 북쪽으로 옮겨가 이주해오는 기독교인들을 규합하여 이교도였던 프로이센에 공격에 나섰다. 1233년부터 약 50년간 프로이센인들을 프로이센 지역에서 라트비아 동부로 전부 몰아내었다.
기사단은 점령한 영토를 교회에 봉헌하고 곳곳에 성채를 세워 군사적·경제적 중심지로 만들었다. 독일 중부 지방에서 농민들을 이주시켜 이 지역에서 살게 했으며 폴란드와 독일의 귀족들을 가신으로 끌어들여 지배력을 다졌다. 특히 교황청에서 기사들이 이윤을 추구할 수 있도록 허락하자 기사단은 이 지역의 무역을 독점하여 더욱 강력해졌다.
독일 기사단은 1237년, 리보니아의 그리스도 기사 수도회를 흡수하고 프로이센에서 에스토니아에 이르는 지역을 공격했다. 이후 동방 정교회 지역을 로마 가톨릭교회로 개종시키려고 시도하였으나 1242년에 프로이센인과 에스토니아인의 사주를 받은 노브고로드의 알렉산드르 네프스키의 공격에 패배하여 좌절되었다.
1291년 예루살렘 왕국이 아크레에서 멸망하자 독일 기사단은 이교를 신봉하는 리투아니아에 대한 원정에 나섰다. 그러나 기사단은 리투아니아를 완전히 복속하지는 못하였다. 기사단장 빈리히 폰 크니프로드 시절(1351년 - 1382년) 독일 기사단은 그 최대 판도를 맞는데 그 영토가 발트해 연안의 쿠를란트, 리보니아, 에스토니아와 폴란드 단치히 지역, 동포메른 및 독일의 중남부지역, 리투아니아의 사모기티아 등에 이르렀다.

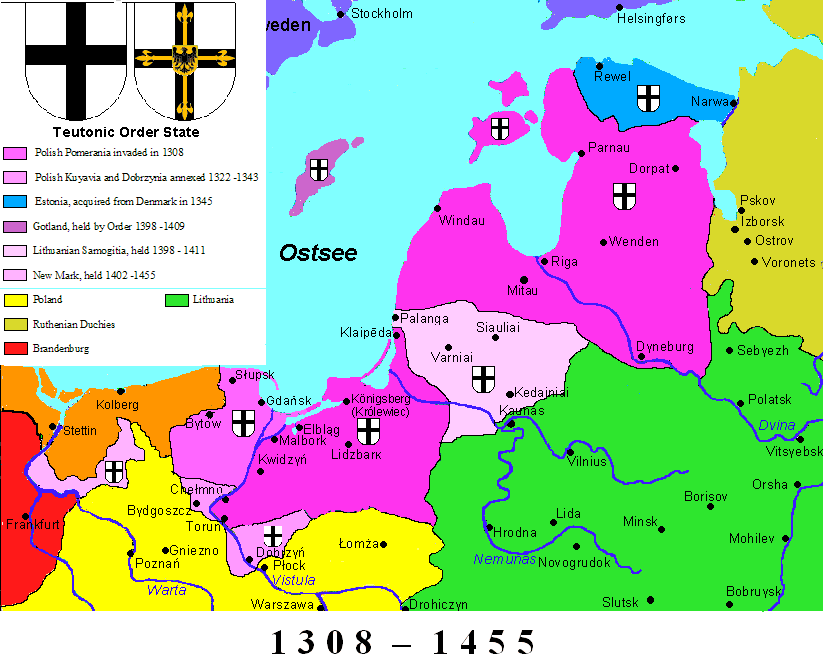
독일 기사단국(1308년-1455년)

14세기에 들어와서 기사단은 리투아니아와 폴란드 연합군의 위협을 받았다. 리투아니아 대공국의 요가일라 대공(폴란드어: Władysław II Jagiełło)은 독일기사단 때문에 발트 해로 진출하지 못하던 폴란드와 동맹을 맺고 로마 가톨릭교회를 받아들이는 한편, 폴란드 여왕과 결혼했다. 폴란드-리투아니아 연합군은 1410년 7월 15일 그룬발트 전투에서 독일 기사단을 대패시켰다. 이 전투 이후 기사단은 사모기티아 북서부를 빼앗기고 점차 세력을 상실했다.
16세기에 들어서는 38대 기사단장 알브레히트 폰 프로이센(1490-1568. 알브레히트 1세로서는 1525-1568) 아래 독일 기사단은 폴란드와의 전투에서 패배했다. 이후 알브레히트 폰 프로이센은 마틴 루터와 만난 뒤 감명을 받아 루터교로 개종했고 프로이센에서부터 독일 기사단을 쫓아내고 독일 기사단의 옛 영토에 프로이센 공국을 세웠다.
한편 프로이센 지역에서 쫓겨난 독일 기사단은 30년 전쟁(1618~1648)으로 더욱 영향력을 잃고 결국 폴란드 점령지역도 전부 잃었다. 이 때부터 폴란드인도 기사단으로 받아들여야 했으며 독립적 지위를 잃고 튜턴 기사단은 폴란드 왕에 기사단으로서 충성을 맹세하며 봉신이 되었다. 이후에도 독일인 가톨릭교도에 의해 유지되던 기사단령이 남아 있었지만 1808년 나폴레옹 보나파르트에 의해 완전히 해체되었다.
나폴레옹 이후 오스트리아 제국은 1834년 기사단을 부활시켰고 1929년에는 완전히 정신적인 명예 가톨릭 단체로 변신했다. 현재도 기사단원은 명예직으로 남아 있으며 빈에 본부를 두고 있다.
기사단의 문장은 하얀 바탕에 검은 십자가 모양이다. 이는 나중에 독일 제국과 나치 독일에서 군사적 상징으로 차용하였는데, 특히 나치는 독일 민족주의의 선전 소재로 기사단을 이용하였다.